# راهوارمرغان
راهوارمرغان (نام علمی: Dromornithidae) نام یک تیره از راسته غازسانان است.